# Cotinga capgrisa
La cotinga capgrisa (Lipaugus lanioides) és un ocell de la família dels cotíngids (Cotingidae).

## Hàbitat i distribució
Habita els boscos de les muntanyes de sud-est del Brasil.